# Erinnyis merianae
Erinnyis merianae är en fjärilsart som beskrevs av Augustus Radcliffe Grote 1865. Erinnyis merianae ingår i släktet Erinnyis och familjen svärmare. Inga underarter finns listade i Catalogue of Life.

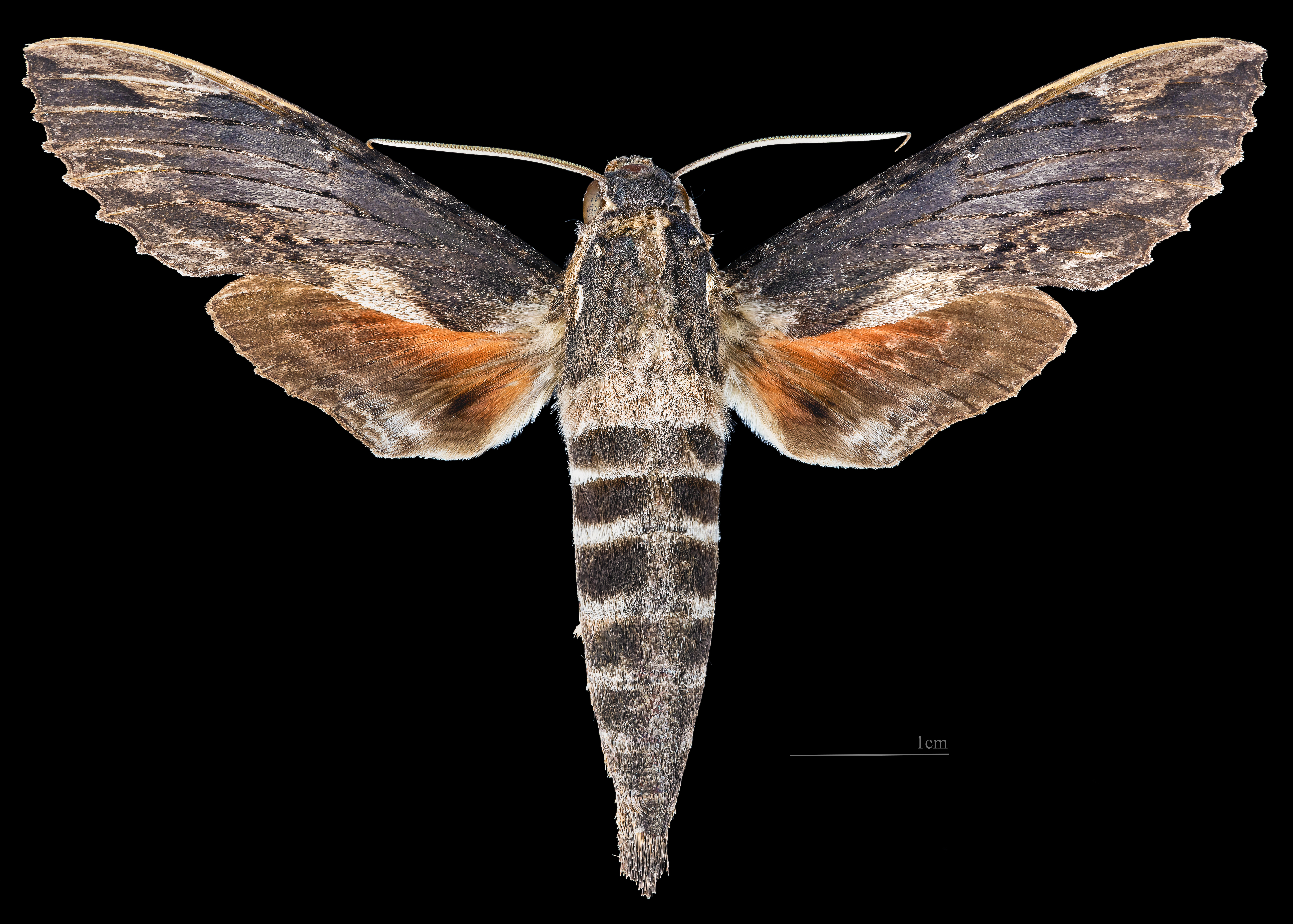
Erinnyis lassauxii ♂
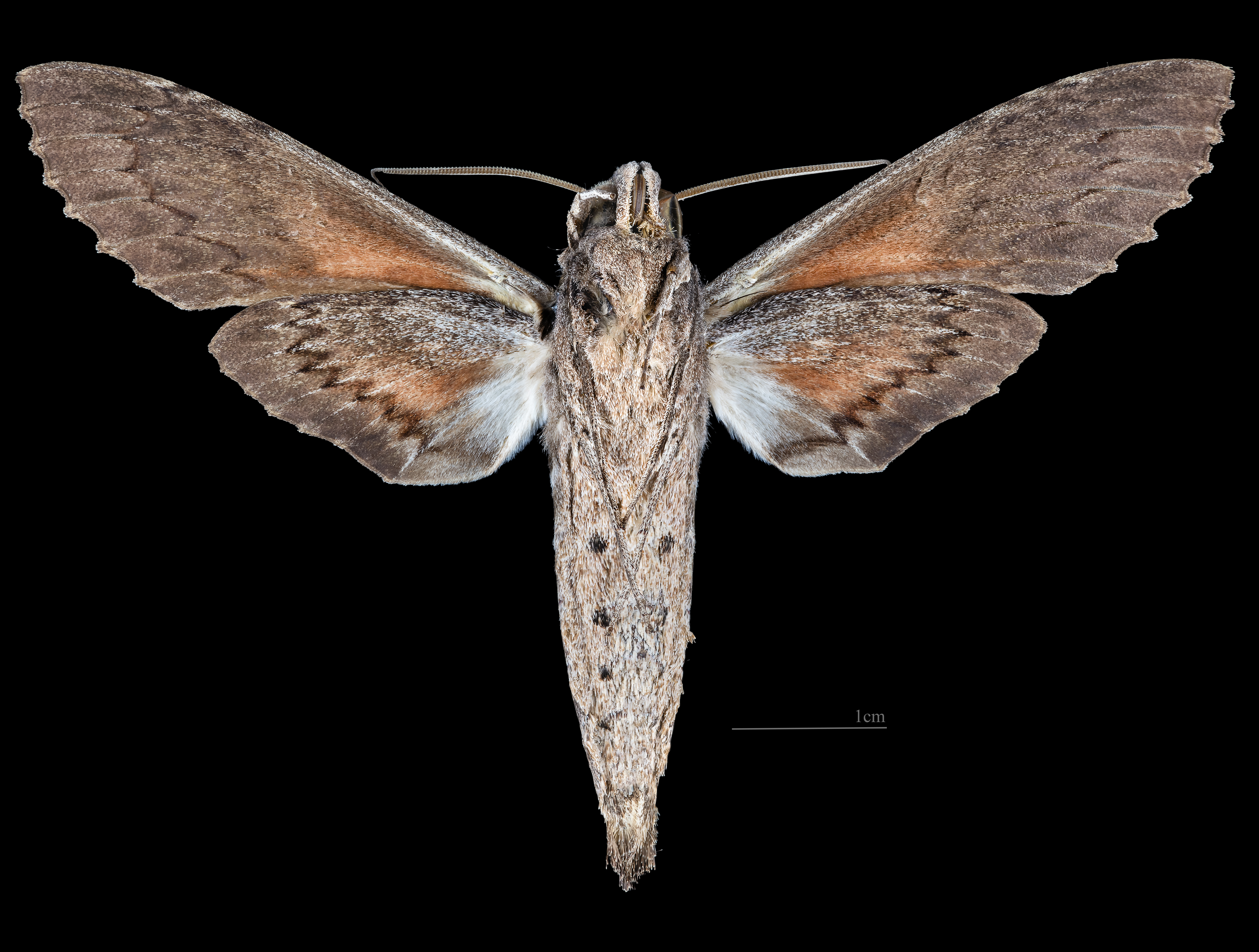
Erinnyis lassauxii ♂   △
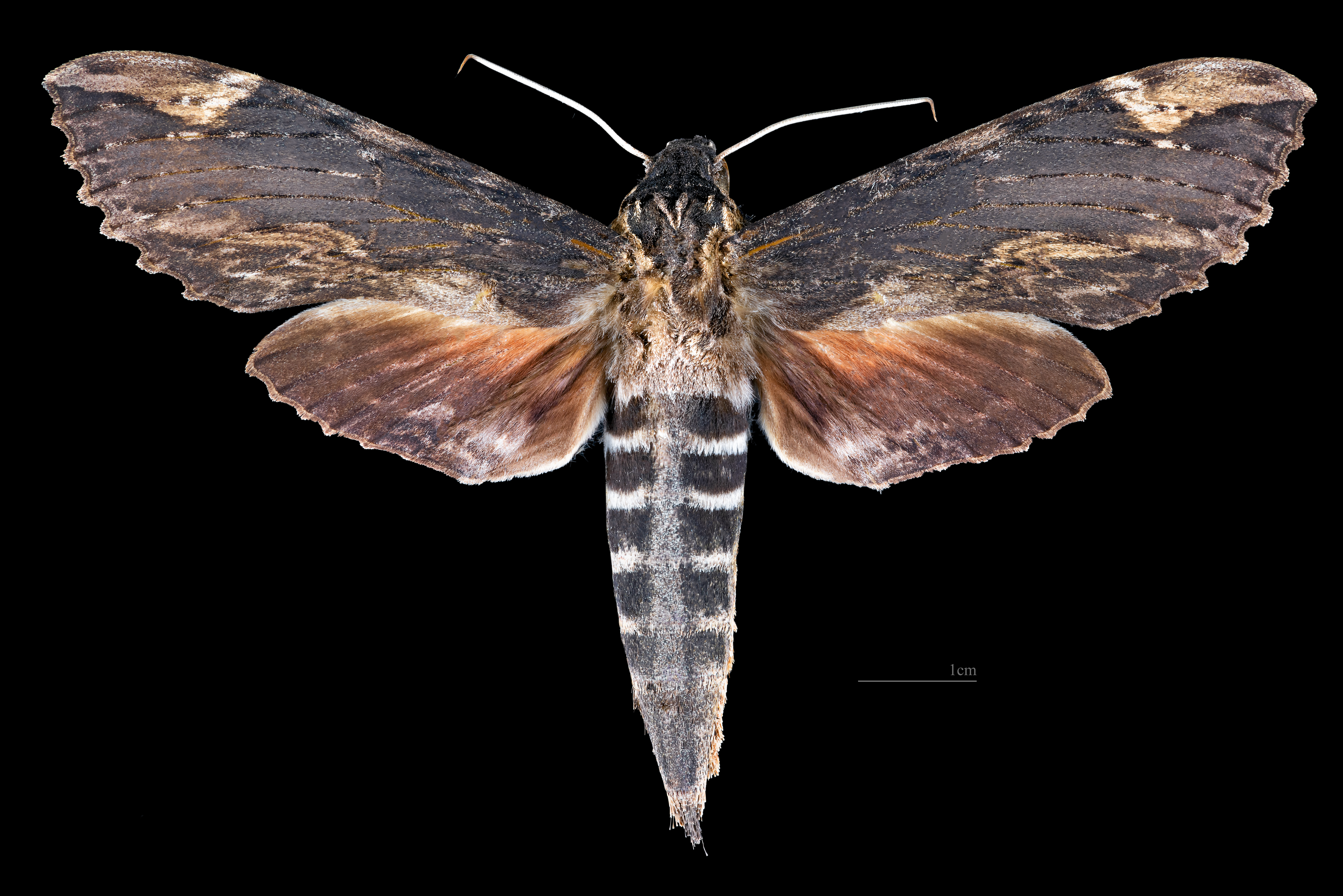
♀
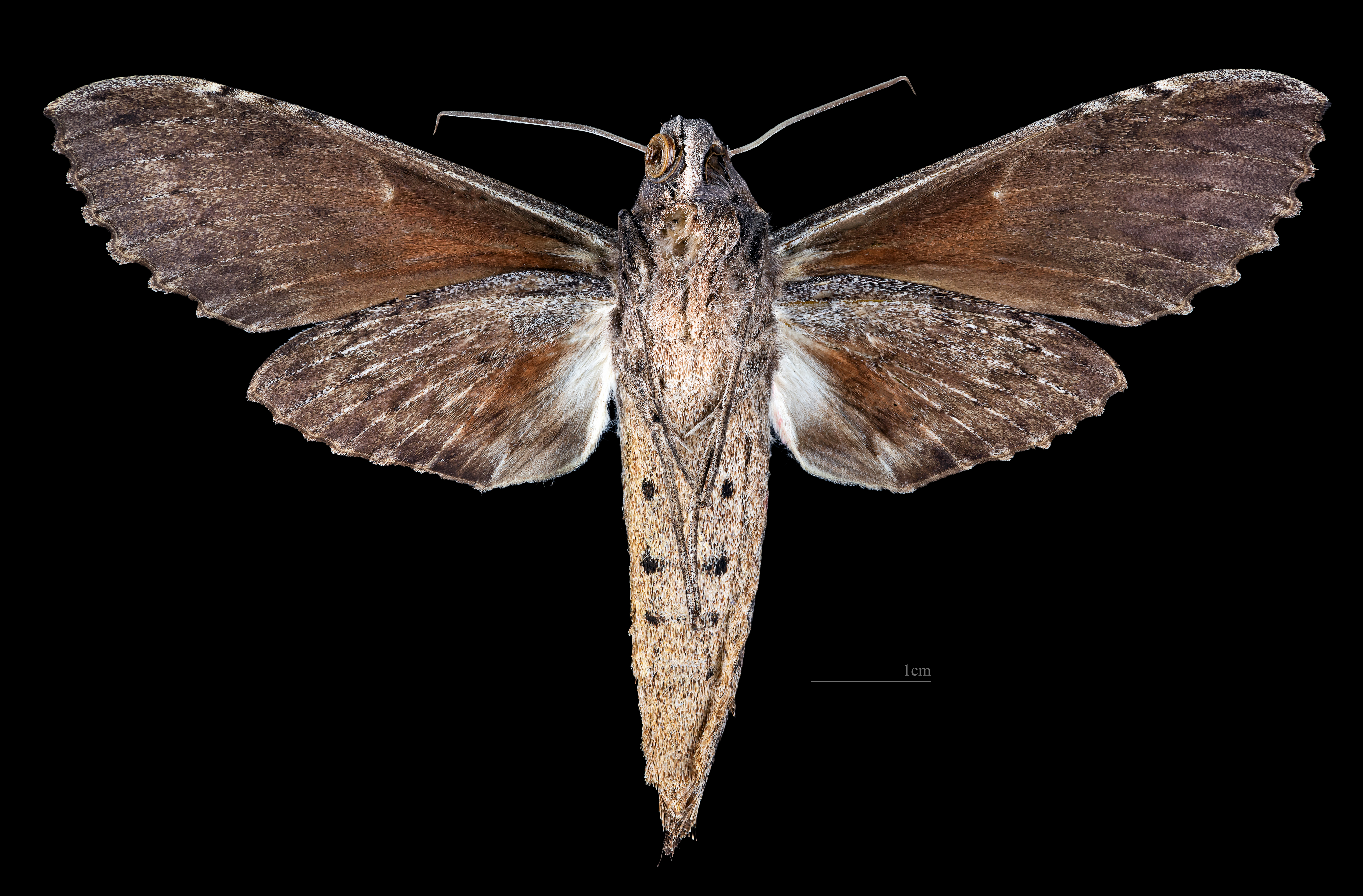
♀ △